# 李進 (天順進士)
李進（1431年—？），字廷用，直隸保定府清苑縣人，明朝政治人物。進士出身。

## 生平
順天府鄉試第三十三名。天順八年（1464年）甲申科會試第二十三名，殿試登進士第三甲第二名。

## 家族
曾祖李敬原。祖父李守中。父亲李信。